# Зінченко Олександр Олексійович
Олекса́ндр Олексі́йович Зі́нченко (16 квітня 1957, Славута, Хмельницька область, Українська РСР, СРСР — 9 червня 2010, Київ, Україна) — український політик і медіаменеджер. З 1995 року до початку 2000-х — генеральний директор телеканалу «Інтер». 
З лютого 2009 до березня 2010 був головою Національного космічного агентства України.

## Життєпис

### Родина
Батьки Олександра Олексійовича брали участь у Німецько-радянській війні. Батько — Олексій Михайлович (1917–1982) був військовим контррозвідником, свого часу служив разом із майбутнім міністром оборони СРСР Миколою Огарковим. Останній був командувачем дивізії у Німеччині, а батько Зінченка — начальником особливого відділу. Мати — Олександра Антонівна (1922–2001) під час війни служила медсестрою. «Мої батьки родом із Слобожанщини, де родився Сірко. Сам я довго вивчав архіви. І впевнений, є спільні корені», — каже з гордістю пан Зінченко. (Факты, 8 грудня 2000 р.).
Після смерті Олександра Зінченка у 2010 році, у нього залишилася дружина Ірина і дві дочки — Катерина та Олександра.

### Освіта
У 1979 закінчив фізичний факультет Чернівецького державного університету. Після того працював інженером науково-дослідного сектора кафедри теоретичної фізики, був аспірантом, молодшим науковим співробітником університету.

### Кар'єра
Комсомольську кар'єру розпочав у 1983. За 6 років пройшов шлях від заступника секретаря комітету комсомолу Чернівецького університету до завідувача відділу пропаганди та агітації ЦК ВЛКСМ, голови координаційного комітету у зв'язках з молодіжними організаціями СРСР. Як сам пан Зінченко вказує у своїй біографії, у 1990 був одним із засновників Руху демократичних реформ у Москві. У часи ДКНС — співавтор публічної заяви ЦК ВЛКСМ про рішуче засудження путчу як спроби державного перевороту. Тоді ж він курував молодіжні програми ТВ. "Я підтримував самі теплі стосунки з Владом Лістьєвим, Артемом Боровиком, з «хрещеним батьком» «Погляду» Анатолієм Лисенком. Дуже багато для розуміння сутності сучасної журналістики дала мені робота куратора у «Комсомольській правді». Я усвідомив аксіому — журналістика не може бути лояльною до влади", — за словами Зінченка.[джерело?]
Олександр Зінченко був головою ліквідаційної комісії ВЛКСМ.
З жовтня 1991 по серпень 1992 — голова виконкому координаційної ради ЦК ВЛКСМ. Після — закінчив Академію суспільних наук за спеціальністю «політологія» і повернувся до Києва. В українській столиці очолив ТОВ «Омета-Меркантайл», яка була частиною створеного Григорієм Суркісом у 1992 холдингу «Омета-XXI сторіччя». Після того пан Зінченко був віцепрезидентом, заступником керівника представництва АТ «Балчуг».
У 1995 Зінченко став генеральним директором АТЗТ ІА «Україна-Експрес». Того ж таки року призначений генеральним директором АТЗТ «Українська незалежна ТВ-корпорація» (телеканал «Інтер»). У 1998–2002 Зінченко був почесним президентом телеканалу. У 2003 був остаточно позбавлений можливостей впливу на «Інтер», контроль над яким на той час повністю здійснював Ігор Плужніков.
У 1998 і 2002 Олександр Зінченко обирався народним депутатом (3-го та 4-го скликань відповідно) за партійним списком СДПУ(О). Очолював спершу підкомітет з питань електронних засобів масової інформації Комітету з питань свободи слова та інформації, а після «оксамитової революції» — Комітет з питань ЗМІ. У 1999–2002 був лідером фракції об'єднаних соціал-демократів. У травні 2002 його було обрано віцеспікером парламенту за квотою СДПУ(О).
У парламенті очолював дві ТСК: для аналізу стану справ у Збройних Силах України, ходу їх реформування, узагальнення проблем, які є у цій сфері, та підготовки пропозицій у зв'язку з проведенням 12 листопада 2002 «Дня Уряду України» та з підготовки й попереднього розгляду узгоджених законопроєктів про засади внутрішньої політики України, про засади зовнішньої політики України та про засади національних інтересів і національної стратегії розвитку України (2002).
У 2003 Зінченко порвав із партією Віктора Медведчука, а у липні 2004 отримав посаду керівника виборчого штабу Віктора Ющенка. 25 вересня того ж таки року очолив штаб коаліції «Сила народу». У листопаді 2004 був обраний головою виконкому Комітету національного порятунку.
24 січня 2005 призначений на посаду Державного секретаря України при Президенті Вікторі Ющенку. Перебуваючи на посаді керівника Секретаріату Президента України, очолював наглядову раду Національного президентського оркестру. Був серед засновників партії Народний союз «Наша Україна».
Звільнений з Секретаріату Президента у вересні 2005 р. за власним бажанням — на знак протесту проти «відродження корупційних схем у вищих ешелонах влади». У використанні яких звинуватив зокрема Порошенко П. О.. Одночасно порвав із НСНУ.
Напередодні виборів 2006 очолив Партію патріотичних сил, яка здобула менш як 1 % голосів виборців.
На виборах до Київської міської ради 2008 балотувався за списком Блоку Юлії Тимошенко (4-е місце), до смерті очолював фракцію БЮТ у Київраді.
З 2007 до кінця життя брав активну участь у науково-освітній роботі Національного технічного університету України «Київський політехнічний інститут»: був головою наглядової ради наукового парку “Київська політехніка”, викладав в Інституті телекомунікаційних систем НТУУ “КПІ” на посаді професора кафедри "Засобів телекомунікацій" де розробив комплекс методичного та інформаційного забезпечення з дисципліни “Нормативна та правова база телекомунікацій” для всіх спеціальностей інституту, та викладав свій курс студентам інституту, аудиторія де він викладав стала меморіальною аудиторією на його честь .
З лютого 2009 до березня 2010 був головою Національного космічного агентства України.

Могила Олександра Зінченка

9 червня 2010 у віці 53 роки Олександр Зінченко помер у лікарні Феофанія від раку крові, з яким боровся близько 10 років. Похований у п'ятницю, 11 червня в Києві на Байковому кладовищі (ділянка № 52а).

## Доробок
Автор (співавтор) 35 наукових праць з фізики напівпровідників, 15 статей з теорії молодіжного руху; 10 праць з глобальних інформаційних систем і ролі ЗМІ в сучасних умовах. Кандидат фізико-математичних наук. Академік Телевізійної академії України.

## Нагороди
- Орден «За заслуги» III ст. (21 серпня 2001) — за значний особистий внесок у соціально-економічний та культурний розвиток України, вагомі трудові досягнення та з нагоди 10-ї річниці незалежності України[11]
- Заслужений журналіст України (20 жовтня 1998) — за вагомий особистий внесок у розвиток національного телебачення, високий професіоналізм[12]
- Державна премія України в галузі науки і техніки 2012 року — за роботу «Проблемно орієнтовані обчислювальні засоби обробки інформації в реальному часі» (у складі колективу; посмертно)[13]
- Почесна грамота Кабінету Міністрів України (квітень 2003)[14]
- Телетріумф 2003 року в номінації «За особистий внесок у розвиток українського телебачення премія Телетріумф»
- Нагороджений орденом «Святий князь Володимир» IV ступеня